# Boisparisis
Le Boisparisis est un quartier de la ville de Villeparisis.